# Греабану (Бузау)
Греабану (рум. Greabănu) насеље је у Румунији у округу Бузау у општини Греабану. Oпштина се налази на надморској висини од 251 m.

## Становништво
Према подацима из 2011. године у насељу је живело 5457 становника.